# 四辛基溴化铵
四辛基溴化铵是一种季铵盐，化学式为[CH3(CH2)7]4NBr，它可用作相转移催化剂。

## 合成与反应
四辛基溴化铵可以三辛胺和1-溴辛烷反应制得。
它和溴金酸钾一水合物在乙醇中反应，可以得到四辛基溴金酸铵。